# Kampfgeschwader 100
Kampfgeschwader 100 foi uma unidade aérea da Luftwaffe que prestou serviço durante a Segunda Guerra Mundial. É famosa por ter sido a primeira unidade militar da história a usar em batalha uma bomba guiada para afundar um navio de guerra no dia 9 de setembro de 1943; o navio em questão era o navio de guerra italiano Roma. Neste ataque, foi usava a bomba Fritz X.
Esta unidade operou três bombardeiros em combate: o Dornier Do 217, o Heinkel He 111 e o Heinkel He 177.

## Comandantes
- Oberleutnant Heinz von Holleben, 29 de novembro de 1941 - 22 de abril de 1943[1]
- Major Fritz Auffhammer, 4 de maio de 1943 - 10 de setembro de 1943[1]
- Oberleutnant Bernhard Jope, 10 de setembro de 1943 - 20 de outubro de 1944[1]